# Serhijiwka (obwód połtawski)
Serhijiwka (ukr. Сергіївка, do 2016 Krasnoznamenka, ukr. Краснознаменка) – wieś na Ukrainie, w obwodzie połtawskim, w rejonie myrhorodzkim, siedziba hromady. W 2001 liczyła 1201 mieszkańców, spośród których 1165 wskazało jako ojczysty język ukraiński, 22 rosyjski, 1 mołdawski, 6 białoruski, a 7 ormiański. W 2025 liczyła 1147 mieszkańców.